# Anders Wijkman

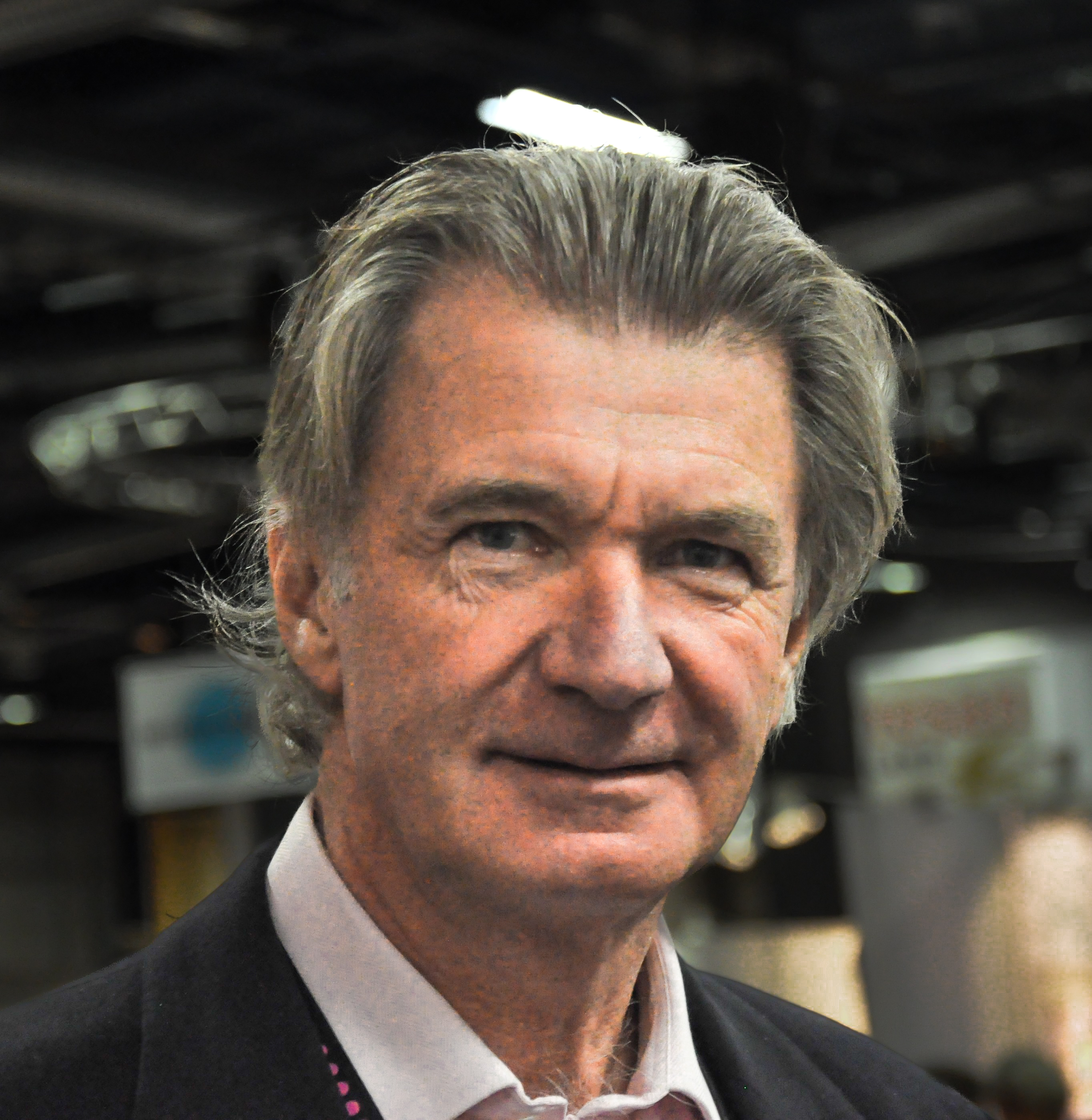
Anders Wijkman (2011)

Anders Ivar Sven Wijkman (spreek uit: wiekman) (Stockholm, 30 september 1944) is een Zweedse politicus. Hij is lid van de Zweedse politieke partij Christendemocraten van Zweden (Kristdemokraterna). Van 1971 tot 1978 maakte hij deel uit van het Zweedse parlement. Van 1999 tot 2009 was hij Europarlementariër namens de Europese Volkspartij en Europese Democraten.
Wijkman is lid en co-voorzitter van de Club van Rome.